# Виртингер, Вильгельм
Вильгельм Виртингер (нем. Wilhelm Wirtinger; 15 июля 1865, Ибс-на-Дунае, Австрийская империя — 15 января 1945, там же) — австрийский математик, наиболее известный благодаря вкладу в геометрию. Виртингер окончил Венский университет, где в 1890 году получил степень хабилитированного доктора. В 1907 году учёный был награждён Медалью Сильвестра.

## Биография
Вильгельм Виртингер родился в Ибсе-на-Дунае. Он окончил Венский университет, где в 1887 году получил степень доктора философии по математике. Его научным руководителем был Эмиль Вейр. В юности Виртингер путешествовал по Германии, и прошёл обучение в Берлинском университете имени Гумбольдта и Гёттингенском университете. В 1890 году он был повышен до хабилитированного доктора.
В 1895 году Виртингер занял должность профессора в Венском университете, но в том же году перевёлся в Инсбрукский университет имени Леопольда и Франца. В 1896 году учёный опубликовал работу о θ-функции, получившую положительную реакцию у ведущих математиков мира.
В 1905 году Виртингер вернулся в Венский университет. В 1907 году он был удостоен Медали Сильвестра, вручаемой Лондонским королевским обществом за выдающиеся заслуги в области математики. В 1931 году учёный вступил в Баварскую академию наук.
Виртингер опубликовал за свою жизнь большо́е количество работ (согласно статье Ганса Гонриха, их было 71), затрагивающих различные разделы математики. Так, предметами его исследований были алгебра, теория чисел и элементарная геометрия.
В своих лекциях учёный много внимания уделял историческому контексту развития математики, а также интересовался её философскими основаниями. Среди учеников Виртингера были много людей, впоследствии ставших признанными учёными: Вильгельм Бляшке, Леопольд Фиторис, Эдуард Хелли, Ольга Таусски-Тодд, Курт Гёдель, Альфред Бергер, Хильда Гейрингер, Ганс Гонрих и Карл Штрубекер[≡].
Вильгельм Виртингер умер в 1945 году в Ибсе-на-Дунае.

## Награды
- 1907 — Медаль Сильвестра[5].